# Marcel·lí Perelló i Domingo
Marcel·lí Perelló i Domingo (Barcelona, 3 de gener de 1897 - Ciutat de Mèxic, 1961) fou un guerriller, polític i periodista català.
Fill de Frederic Perelló i Arnú nascut a Sant Martí de Maldà i Magdalena Domingo i Selma de Tarragona. Fou cap dels Escamots d'Estat Català i formà part de Bandera Negra. Dirigí el complot de Garraf que, el 1925, es proposava executar Alfons XIII i tota la seva família, col·locant un estri explosiu a la foradada de Garraf, per on passaria el tren reial. Una delació va impedir que l'atemptat tingués èxit i Perelló i els seus companys foren condemnats a reclusió a perpetuïtat. A la caiguda de la dictadura de Primo de Rivera (1930), foren amnistiats i sortiren lliures.
Marcel·lí Perelló fou secretari general d'Estat Català, però també milità en Nosaltres Sols! i en el Partit Català Proletari. El seu radicalisme el va fer enfrontar-se sovint a Francesc Macià. Aquest enfrontament s'accentuà arran del desenllaç del complot del Garraf, car Perelló acusava Macià d'haver-los traït per aconseguir contrapartides del govern espanyol. Durant la Guerra Civil, Perelló dirigí el Diari de Barcelona. El 1939, s'exilià amb muller i fills a França, des d'on s'embarcaren cap a Casablanca, primer, i d'allí a bord del transatlàntic portuguès Nyassa a Mèxic, on arribaren el 1942. Perelló hi treballà en el comerç de ferreteria, i participà molt activament en les accions dels grups independentistes de l'exterior. Fou membre actiu de la Unió de Catalans Independentistes, molt propera al Catalunya Grop de Santiago de Cuba, dirigit per Salvador Carbonell i Puig, Badó.